# Eslovênia nos Jogos Olímpicos de Verão da Juventude de 2010
A Eslovênia participou dos Jogos Olímpicos de Verão da Juventude de 2010 em Cingapura. Com uma delegação composta por 24 atletas que competiram em 10 esportes, o país conquistou duas medalhas de ouro e uma de bronze.

## Medalhistas
| Medalha | Nome                      | Esporte  | Evento              | Data         |
| ------- | ------------------------- | -------- | ------------------- | ------------ |
| Ouro    | Jure Grace Grega Domanjko | Remo     | Dois sem masculino  | 18 de agosto |
| Ouro    | Simon Brus                | Canoagem | Slalom K1 masculino | 25 de agosto |
| Bronze  | Urška Potočnik            | Judô     | Até 78 kg feminino  | 23 de agosto |

## Atletismo
| Evento                       | Atleta        | Qualificação | Qualificação | Final     | Final        |
| Evento                       | Atleta        | Resultado    | Posição      | Resultado | Posição      |
| ---------------------------- | ------------- | ------------ | ------------ | --------- | ------------ |
| Lançamento de dardo feminino | Eva Vivod     | 49,49        | 3º           | 46,70     | 8º (Final A) |
| Arremesso de disco masculino | Jaka Žulič    | 58,25        | 4º           | 57,97     | 5º (Final A) |
| 400 m com barreiras feminino | Maruša Mišmaš | 1:00.54      | 7º (4º q2)   | 1:00.69   | 5º (Final A) |
| 1000 m masculino             | Žan Rudolj    | 2:24.63      | 3º (3º q2)   | 2:24.24   | 7º (Final A) |

## Canoagem
| Evento                  | Atleta     | Tomada de tempo | Tomada de tempo | 1ª rodada                                       | 2ª rodada (repescagem)                   | Oitavas-de-final                          | Quartas-de-final                     | Semi-finais                 | Final                              | Pos. final      |
| Evento                  | Atleta     | Resultado       | Pos.            | Oponente Resultado                              | Oponente Resultado                       | Oponente Resultado                        | Oponente Resultado                   | Oponente Resultado          | Oponente Resultado                 | Pos. final      |
| ----------------------- | ---------- | --------------- | --------------- | ----------------------------------------------- | ---------------------------------------- | ----------------------------------------- | ------------------------------------ | --------------------------- | ---------------------------------- | --------------- |
| Velocidade K1 feminino  | Ajda Novak | 1:52.10         | 15º             | BLR Aliaksandra Hryshyna D 1:51.89 (bat. 6)     | ARG Valentina Barrera V 1:51.34 (rep. 5) | RUS Natalia Podolskaya D 1:54.22 (bat. 2) | Não avançou                          | Não avançou                 | Não avançou                        | --              |
| Slalom K1 feminino      | Ajda Novak | 1:37.86         | 2º              | STP Genanilze Almeida Soares V 1:39.14 (bat. 1) |                                          | DEN Ida Villumsen V 1:38.23 (bat. 4)      | FRA Manon Hostens V 1:39.54 (bat. 2) | AUS Jessica Fox D 1:45.06   | AUT Viktoria Wolffhardt D 1:37.44* | 4º              |
| Velocidade K1 masculino | Simon Brus | 1:37.09         | 16º             | POR João Silva D 1:33.97 (bat. 8)               | SVK Miroslav Urban V 1:35.57 (rep. 2)    | POL Igor Dolata D 1:34.57 (bat. 3)        | Não avançou                          | Não avançou                 | Não avançou                        | --              |
| Slalom K1 masculino     | Simon Brus | 1:25.57         | 1º              | Sem oponente                                    |                                          | HUN Sandor Totka V 1:27.81 (bat. 1)       | GBR Andrew Martin V 1:25.91 (bat. 1) | CZE Jiří Prskavec V 1:25.44 | SVK Miroslav Urban V 1:25.15       | Medalha de ouro |

* Disputa pelo bronze

## Ciclismo
| Prova                     | Equipe         | Corta-mato | Corta-mato | Contra-relógio | Contra-relógio | BMX  | BMX   | Estrada masculino[n1] | Pontos | Pos. final |
| Prova                     | Equipe         | Fem.       | Masc.      | Fem.           | Masc.          | Fem. | Masc. | Estrada masculino[n1] | Pontos | Pos. final |
| ------------------------- | -------------- | ---------- | ---------- | -------------- | -------------- | ---- | ----- | --------------------- | ------ | ---------- |
| Equipes mistas combinadas | Doron Hekič    |            |            |                | 30             |      |       | 50 - 5 = 45[n2]       | 301    | 15º        |
| Equipes mistas combinadas | Nika Kožar     | 40         |            | 39             |                | 40   |       |                       | 301    | 15º        |
| Equipes mistas combinadas | Rok Korošec    |            |            |                |                |      | 72    | 72                    | 301    | 15º        |
| Equipes mistas combinadas | Urban Ferenčak |            | 35         |                |                |      |       | 72                    | 301    | 15º        |

↑  Na prova de estrada apenas a melhor pontuação foi considerada.

↑  Um segundo classificado na prova de estrada masculina é premiado com 10 pontos, mas 5 pontos foram deduzidos porque todos os três ciclistas acabaram a corrida.

## Judô
| Evento             | Atleta         | 1ª rodada    | 2ª rodada                  | Semifinais                 | Disputa pelo bronze B              | Pos. final |
| ------------------ | -------------- | ------------ | -------------------------- | -------------------------- | ---------------------------------- | ---------- |
| Até 78 kg feminino | Urška Potočnik | Sem oponente | ALG Sana Khelifi V 001-000 | BEL Lola Mansour D 000-002 | GUA Melva Tobar Calderón V 010-001 | [ 11 ]     |

## Natação
| Evento                   | Atleta           | Qualificação | Qualificação | Semifinais | Semifinais   | Final       | Final       |
| Evento                   | Atleta           | Resultado    | Posição      | Resultado  | Posição      | Resultado   | Posição     |
| ------------------------ | ---------------- | ------------ | ------------ | ---------- | ------------ | ----------- | ----------- |
| 200 m livre masculino    | Aleksej Koštomaj | 1:57.42      | 29º (6º q3)  |            |              | Não avançou | Não avançou |
| 200 m medley masculino   | Aleksej Koštomaj | 2:10.35      | 22º (7º q2)  |            |              | Não avançou | Não avançou |
| 50 m borboleta feminino  | Katja Hajdinjak  | 28.17        | 7º (1º q3)   | 27.76      | 6º (4º sf1)  | 27.86       | 8º          |
| 100 m borboleta feminino | Katja Hajdinjak  | 1:02.06      | 12º (2º q3)  | 1:01.50    | 10º (5º sf2) | Não avançou | Não avançou |
| 50 m peito feminino      | Tina Meža        | 33.37        | 10º (3º q4)  | 33.31      | 11º (5º sf1) | Não avançou | Não avançou |
| 100 m peito feminino     | Tina Meža        | 1:13.28      | 13º (3º q3)  | 1:12.33    | 11º (6º sf2) | Não avançou | Não avançou |
| 50 m peito feminino      | Tjaša Vozelj     | 32.77        | 5º (2º q2)   | 32.87      | 6º (3º sf2)  | 33.14       | 7º          |
| 100 m peito feminino     | Tjaša Vozelj     | 1:12.27      | 8º (3º q4)   | 1:12.28    | 10º (5º sf1) | Não avançou | Não avançou |

## Remo
| Evento                 | Atleta                    | Elim.   | Elim.       | Repescagem | Repescagem  | Semifinais | Semifinais   | Final   | Final           |
| Evento                 | Atleta                    | Tempo   | Pos.        | Tempo      | Pos.        | Tempo      | Pos.         | Tempo   | Pos.            |
| ---------------------- | ------------------------- | ------- | ----------- | ---------- | ----------- | ---------- | ------------ | ------- | --------------- |
| Dois sem masculino     | Jure Grace Grega Domanjko | 3:09.28 | 2º (bat. 1) |            |             | 3:18.82    | 2º (sf A/B2) | 3:05.65 | Medalha de ouro |
| Skiff simples feminino | Tarin Čokelj              | 3:59.18 | 4º (bat. 3) | 4:01.99    | 3º (rep. 4) | 4:10.63    | 1º (sf C/D2) | 4:09.09 | 1º (Final C)    |

## Tênis de mesa
| Evento           | Atleta     | Preliminares | Preliminares | Preliminares | 2ª fase consolação | 2ª fase consolação | 2ª fase consolação | Pos. final |
| Evento           | Atleta     | Grupo        | Confrontos | Pos.         | Grupo              | Confrontos | Pos.               | Pos. final |
| ---------------- | ---------- | ------------ | --- | ------------ | ------------------ | --- | ------------------ | ---------- |
| Simples feminino | Alex Galic | G            | CRO Mateja Jeger D 1-3 (11-5, 10-12, 4-11, 10-12) AUS Lily Phan V 3-0 (20-18, 13-11, 11-9) EGY Dina Meshref D 2-3 (3-11, 11-9, 9-11, 11-5, 7-11) | 3º           | GG                 | SRI Nuwani Vithanage V 3-1 (11-6 5-11, 11-8, 11-8) TPE Hsin Huang D 1-3 (7-11, 3-11, 13-11, 9-11)) NZL Julia Wu V 3-0 (11-2, 11-5, 11-7) | 2º                 | --         |

| Evento         | Atleta                                            | 1ª fase | 1ª fase                                                                                                  | 1ª fase | Torneio de consolação          | Torneio de consolação          | Pos. final |
| Evento         | Atleta                                            | Grupo   | Confrontos                                                                                               | Pos.    | 1ª rodada                      | 2ª rodada                      | Pos. final |
| -------------- | ------------------------------------------------- | ------- | --- | ------- | ------------------------------ | ------------------------------ | ---------- |
| Equipes mistas | Alex Galic e AUT Stefan Leitgeb (Equipe Europa 6) | G       | FRA França D 1-2 (0-3, 0-3, 3-2) Intercontinental 3 V 3-0 (3-0, 3-1, 3-0) Europa 2 D 0-3 (0-3, 1-3, 2-3) | 3º      | Pan-América 3 V 2-0 (3-0, 3-0) | Pan-América 1 V 2-0 (3-2, 3-1) | 17º        |

## Tiro com arco
| Evento               | Atleta                                | Qualificatória | Qualificatória | 1ª rodada                                       | Oitavas-de-final                                 | Quartas-de-final                                       | Semi-finais                                       | Final                                        | Pos. final       |
| Evento               | Atleta                                | Resultado      | Pos.           | Oponente Resultado                              | Oponente Resultado                               | Oponente Resultado                                     | Oponente Resultado                                | Oponente Resultado                           | Pos. final       |
| -------------------- | ------------------------------------- | -------------- | -------------- | ----------------------------------------------- | ------------------------------------------------ | ------------------------------------------------------ | ------------------------------------------------- | -------------------------------------------- | ---------------- |
| Individual feminino  | Brina Božič                           | 561            | 23º            | CHN Song Jia D 4-6                              | Não avançou                                      | Não avançou                                            | Não avançou                                       | Não avançou                                  | --               |
| Individual masculino | Gregor Rajh                           | 636            | 6º             | HUN Sebastian Linster V 6-4                     | TUR Yagiz Yilmaz V 7-3                           | SIN Abdud Dayyan Jaffar V 6-0                          | EGY Ibrahim Sabry D 2-6                           | RUS Bolot Tsybzhitov D 0-6*                  | 4º               |
| Equipes mistas       | Brina Božič e AUS Benjamin Nott       |                |                | UKR Lidiia Sichenikova/ USA Ben Chu V 6-5       | SIN Tze Rong Vanessa Loh/ ESP Carlos Rivas V 6-4 | TUR Begunhan Elif Unsal/ SIN Abdud Dayyan Jaffar D 2-6 | Não avançou                                       | Não avançou                                  | --               |
| Equipes mistas       | Gregor Rajh e GRE Zoi Paraskevopoulou |                |                | KAZ Farida Tukebayeva/ BUL Teodor Todorov V 6-2 | NED Maud Custers/ ARM Vasil Shahnazaryan V 6-4   | CHN Song Jia/ ITA Lorenzo Pianesi V 6-4                | ESP Miriam Alarcón/ BAN Emdadul Haque Milon V 7-1 | ITA Gloria Filippi/ BLR Anton Karoukin D 3-7 | Medalha de prata |

* Disputa pelo bronze

## Triatlo
| Evento              | Triatleta                                          | Natação | Transição 1 | Ciclismo | Transição 2 | Corrida | Tempo total | Pos. |
| ------------------- | -------------------------------------------------- | ------- | ----------- | -------- | ----------- | ------- | ----------- | ---- |
| Individual feminino | Monika Oražem                                      | 9:34    | 0:32        | 32:11    | 0:27        | 20:25   | 1:03:09.83  | 10º  |
| Revezamento misto   | Monika Oražem (como integrante da equipe Europa 3) |         |             |          |             |         | 1:22:49.66  | 6º   |

## Vela
| Evento             | Atleta         | Regata | Regata | Regata | Regata | Regata | Regata | Regata | Regata | Regata | Regata | Regata | Regata | Total | Posição |
| Evento             | Atleta         | 1      | 2      | 3      | 4      | 5      | 6      | 7      | 8      | 9      | 10     | 11     | M      | Total | Posição |
| ------------------ | -------------- | ------ | ------ | ------ | ------ | ------ | ------ | ------ | ------ | ------ | ------ | ------ | ------ | ----- | ------- |
| Byte CII feminino  | Eva Peternelj  | 15     | 18     | 8      | 7      | 14     | 16     | 21     | 25     | 10     | 15     | 21     | 19     | 143   | 18º     |
| Byte CII masculino | Zan Luka Zelko | 9      | 14     | 17     | 16     | 11     | 2      | 20     | 16     | 13     | 14     | OCS    | 2      | 114   | 12º     |

Notas:
- M – Regata da Medalha
- OCS – On the Course Side of the starting line
- DSQ – Disqualified (Desclassificado)
- DNF – Did Not Finish (Não completou)
- DNS – Did Not Start (Não largou)
- BFD – Black Flag Disqualification (Desclassificado por bandeira preta)
- RAF – Retired after Finishing (Retirou-se após completar a prova)